# جايسون كولويل
جايسون كولويل (بالإنجليزية: Jason Colwell)‏ هو لاعب كرة قدم أيرلندي، ولد في 31 يناير 1974 في دبلن في جمهورية أيرلندا. لعب مع نادي شامروك روفرز ونادي كلية جامعة دبلن.

## وصلات خارجية
- جايسون كولويل على موقع قاعدة بيانات كرة القدم.إي يو (الإنجليزية)